# جان سشنز
جان سشنز (انگلیسی: John Sessions؛ زادهٔ ۱۱ ژانویهٔ ۱۹۵۳ – درگذشته ۲ نوامبر ۲۰۲۰) هنرپیشه اهل بریتانیا بود. وی از سال ۱۹۸۲ میلادی تا زمان مرگ مشغول فعالیت بوده‌است.

## فیلم‌شناسی
| سال  | فیلم                   | نقش                            |
| ---- | ---------------------- | ------------------------------ |
| ۱۹۹۵ | در چله سرد زمستان      |                                |
| ۲۰۰۲ | دار و دسته‌های نیویورکی | Harry Watkins/Lincoln          |
| ۲۰۰۴ | Hawking                | دنیس ویلیام سیاما              |
| ۲۰۰۶ | چوپان خوب              | Valentin Mironov #1/Yuri Modin |
| ۲۰۰۹ | آخرین ایستگاه          | Dr. Dušan Makovický            |
| ۲۰۰۹ | Nativity               | Mr Lore                        |
| ۲۰۱۱ | بانوی آهنی             | ادوارد هیس                     |
| ۲۰۱۳ | Filth                  | Bob Toal                       |
| ۲۰۱۴ | Pudsey: The Movie      | Thorne                         |
| ۲۰۱۴ | دکتر هو                |                                |
| ۲۰۱۵ | آقای هولمز             | مایکرافت هولمز                 |